# Sphodromantis kersteni
Sphodromantis kersteni är en bönsyrseart som beskrevs av Gerstaecker 1869. Sphodromantis kersteni ingår i släktet Sphodromantis och familjen Mantidae. Inga underarter finns listade i Catalogue of Life.